# Modena Challenger 2025
Il Modena Challenger 2025 è stato un torneo maschile di tennis professionistico. È stata la 3ª edizione del torneo, facente parte della categoria Challenger 75 nell'ambito dell'ATP Challenger Tour 2025, con un montepremi di 91 000 €. Si è giocato dal 30 giugno al 6 luglio 2025 sui campi in terra rossa del Club La Meridiana di Modena, in Italia.

## Partecipanti

### Teste di serie
| Nazionalità | Giocatore               | Ranking* | Testa di serie |
| ----------- | ----------------------- | -------- | -------------- |
| Spagna      | Carlos Taberner         | 100      | 1              |
| Colombia    | Daniel Elahi Galán      | 105      | 2              |
| Argentina   | Juan Manuel Cerúndolo   | 111      | 3              |
| Brasile     | Thiago Seyboth Wild     | 120      | 4              |
| Stati Uniti | Tristan Boyer           | 121      | 5              |
| Argentina   | Thiago Agustín Tirante  | 122      | 6              |
| Argentina   | Román Andrés Burruchaga | 133      | 7              |
| Argentina   | Federico Agustín Gómez  | 139      | 8              |

* Ranking al 23 giugno 2025.

### Altri partecipanti
I seguenti giocatori hanno ricevuto una wild card per il tabellone principale:
- Federico Bondioli
- Marco Cecchinato
- Luca Parenti

I seguenti giocatori sono entrati in tabellone come alternate:
- Federico Cinà
- Daniel Mérida

Il seguente giocatore è entrato in tabellone nell'ambito del Next Gen Accelerator Programme:
- Matej Dodig

I seguenti giocatori sono passati dalle qualificazioni:
- Stefano Travaglia
- Max Alcalá Gurri
- Moez Echargui
- Stefanos Sakellaridis
- Aristotelis Thanos
- Toby Kodat

## Punti e montepremi
| Torneo    | Torneo              | V      | F     | SF    | QF    | 2T    | 1T  | Q | Q2  | Q1  |
| Singolare | Punti               | 75     | 44    | 22    | 12    | 6     | 0   | 4 | 2   | 0   |
| Singolare | Premi in denaro (€) | 12 980 | 7 620 | 4 550 | 2 635 | 1 535 | 950 | – | 360 | 185 |
| Doppio    | Punti               | 75     | 44    | 22    | 12    | –     | 0   | – | –   | –   |
| Doppio    | Premi in denaro (€) | 4 250  | 2 450 | 1 480 | 880   | –     | 500 | – | –   | –   |

## Campioni

### Singolare
Stefano Travaglia ha sconfitto in finale  Thiago Seyboth Wild con il punteggio di 6–4, 6–3.

### Doppio
Federico Agustín Gómez /  Luis David Martínez hanno sconfitto in finale  Johannes Ingildsen /  Miloš Karol con il punteggio di 7–5, 7–6(5).